# Étienne Chevalier
Pour les articles homonymes, voir Étienne Chevalier (homonymie) et Chevalier.

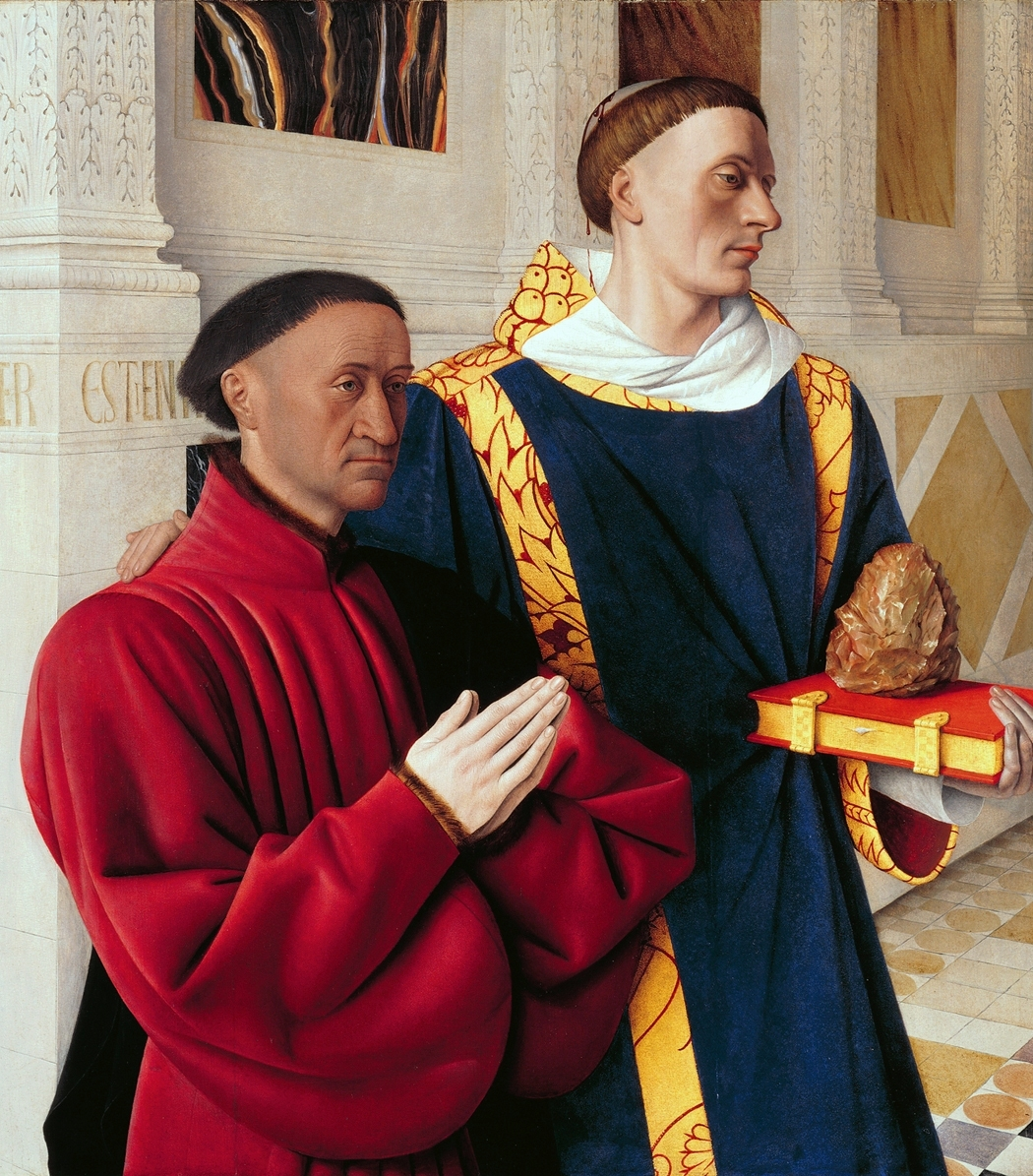
Étienne Chevalier et saint Étienne, Diptyque de Melun, par Jean Fouquet, vers 1456,
Gemäldegalerie, Berlin.

Étienne Chevalier, né à Melun vers 1410 et mort le 3 ou le 14 septembre 1474,, était un grand commis des rois de France Charles VII et Louis XI.

## Biographie

### Serviteur de Charles VII
Étienne Chevalier, né à Melun vers 1410, est fils de Jean Chevalier, juriste, procureur laïque de l'abbaye Saint-Père de Melun depuis 1402, receveur du duc d'Orléans en 1403, puis il fut en 1423 notaire et secrétaire de Charles VII. Le père de Jean Chevalier 1373 était valet de chambre du roi Charles V le Sage.
Après avoir étudié le droit, Étienne Chevalier entra au service du connétable Arthur de Richemond. Mais depuis 1442, il était distingué surtout par ses services auprès du roi Charles VII. 
Il fut notamment envoyé par deux fois en Angleterre, avec Guillaume Cousinot de Montreuil, ainsi qu'en Italie, en Bretagne et en Bourgogne. Il fut ensuite secrétaire du roi, puis conseiller et maître de la Chambre des comptes en 1449, contrôleur de la recette générale des finances, et enfin trésorier de France en 1452. Dans les années 1440, il était aussi l'un des secrétaires qui devaient fournir et contrôler les finances du dauphin Louis, futur Louis XI.
Pareillement, il succéda en 1443 à Dreux Budé qui était le contrôleur général des aides en Languedoc. L'année suivante, il épousa la fille cadette de ce maître, Catherine Budé. À partir de là, il devint collègue de son beau-père, avec qui il était intimement lié, et lui succède comme seigneur d'Eprunes ou de Prunes-en-Brie 19 juin 1447, Montreuil, Vivier, Vignau et Béru

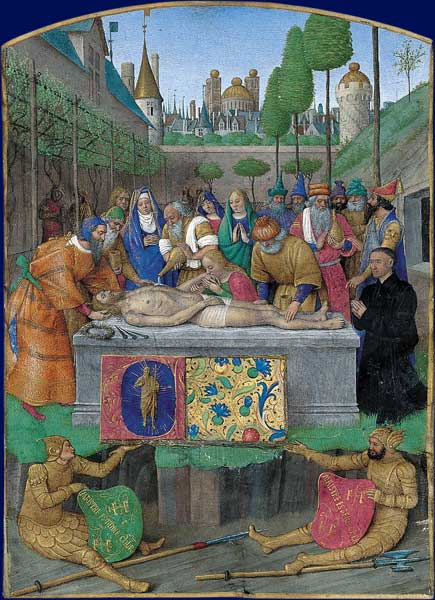
Heures d'Étienne Chevalier, enluminées par Jean Fouquet, actuellement auprès du musée Condé.

Il est connu pour être le commanditaire de deux des œuvres majeures de Jean Fouquet, le Diptyque de Melun (qu'il offrit à la collégiale Notre-Dame de Melun) et un livre d'heures (désigné sous le nom d'Heures d'Étienne Chevalier), où le peintre l'a représenté par deux fois en prière devant la Vierge, présenté par son saint patron Étienne. Maître des Comptes en 1449
Il fut chargé en 1450, avec le financier Jacques Cœur et le médecin Robert Poitevin, d'exécuter les dernières volontés de la favorite du roi, Agnès Sorel, probable modèle de la Vierge du second panneau du Diptyque de Melun.
Quoiqu'il ait subi le décès de son épouse le 24 août 1452, lui et son beau-père se répartissaient des tâches dans leur travail commun. Ainsi, avant la mort de Charles VII en 1461, ils furent nommés exécuteurs de son testament, tout comme lors de la mort d'Agnès Sorel. Toutefois, cette mission provoqua un conflit avec un officier de Louis XI, Jean de Montespedon, dit Houast. Ainsi, deux maîtres du feu Charles VII furent arrêtés par ce dernier à Montargis. Le nouveau roi dut intervenir.

### Au service de Louis XI
À peine sacré, le roi Louis XI le nomma le 7 septembre 1461 l'un des deux maîtres de clercs ordinaires de la Chambre des comptes, sous la présidence de Jean Bureau. Donc il perdit sa fonction en tant que trésorier de France. Le 23 novembre 1461, il était l'un des serviteurs du roi qui signèrent les lettres patentes. Puis, Louis XI quitta Tours en janvier 1462, afin d'intervenir dans le conflit entre les maisons d'Aragon et de Castille. Le 24 février, encore en tant maître, Étienne Chevalier signa une lettre patente royale, à Blaye près de Bordeaux. Désormais, le maître Chevalier se déplaçait en suivant les itinéraires du roi Louis XI. Le 13 décembre 1462, il était également à Tours fief de Louis XI, avec celui-ci. 

En mai 1463, il fut chargé d'une mission importante. En effet, le roi lui ordonna de trouver 200 000 écus d'or, afin de racheter du duc Philippe III de Bourgogne les villes de la Somme, avec Jean de Montauban, amiral de France, et Jean Bourré, secrétaire,. 

« ...nous envoions presentement par dela noz amez et feaulx conseilliers, maistres Estienne Chevallier et Jehan Bourre.........Donne a Bayonne, le [...] jour de may. »

 

Au lendemain de la prise de Perpignan, au début de cette année, Étienne Chevalier rétablissait déjà sa fonction auprès du roi. 

« De par le roy. Tres chers et bien amez, nous tenons que scavez assez comment ceux de la ville de Perpeignan avoient assiegez aulcuns de nos gens estans dans le chasteau dudit Perpeignen ......... Donne a Castello de Medo, le XIXe jour de janvier. [P. S.] Nous avons ordonne a Me Estienne Chevallier d'envoyer a mondit seigneur Saint [Martin] la somme de douze cents escus, lesquels les y a envoye, .........Donne comme dessus. LOYS. BOURRE. Au comte de Foix, au marechal de Cominges, au seigneur de Crussol et au sire de Montglat. »

Enfin, il fut de nouveau nommé trésorier de France en juillet 1463, tout comme sous le règne de Charles VII,. Aussitôt acquises les villes de la Somme, Louis XI partit de Paris le 31 août 1463 afin de les visiter. Grâce à deux lettres patentes royales datées d'Abbeville, il est évident qu'Étienne Chevalier l'accompagnait. Notamment en raison d'une assemblée des États tenue à cette ville le 15 novembre, le roi aurait eu besoin du savoir-faire du maître. Le 30 juin 1464, il fut encore en Picardie, à Dompierre-sur-Authie, avec Louis XI ainsi que d'autres conseilleurs importants.  

En 1465, pendant la guerre de la ligue du Bien public, il était toujours fidèle au roi. Tout d'abord, le 16 mars il était à Thouars avec Louis XI, de sorte que ce dernier puisse y conserver le trésor royal. Le 9 juillet, la veille de la bataille de Montlhéry, « maistre Estienne Chevalier, tresorier de France » signa une autre lettre patente, en gardant la ville de Paris et le trésor. Finalement, il aida, aux côtés de Louis XI, à conclure le traité de Conflans avec le comte de Charolais, en octobre. 

« ...Et nous escrivons a maistre Estienne Chevalier, que nous avons envoye a Paris, qu'il face paier tous lesdiz gens que ferez mectre sus, qui par monstre et reveue seront passez et trouvez en habillement souffisant....Donne a Montlusson, le XVIIIe jour de may. LOYS. G. PICART. A nostre tres chier et ame cousin le conte de Eu. »

Il est certain qu'il quitta sa fonction en tant que trésorier de France avant sa mort, car par lettres royales datées de Dampierre-en-Burly le 10 novembre 1473, Philibert Boutillat succéda à Jean Bourré qui « tenoit et possedoit » provisoirement l'office de trésorier. 
Étienne Chevalier mourut le 14 septembre 1474. Ou, il est possible qu'il ait été inhumé ce jour-là en la collégiale Notre-Dame de Melun, car certaines sources indiquent qu'il était déjà décédé le 3 septembre.
Il possède un hôtel particulier au 56 rue de la Verrerie à Paris, passé aux Sallo, famille alliée à la sienne.

## Mariage et descendance

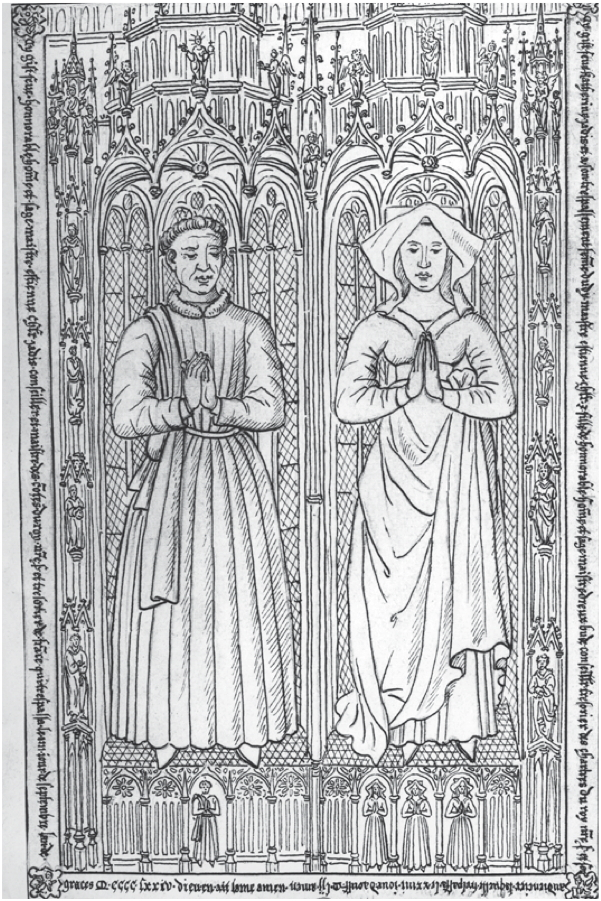
Dalle funéraire d'Étienne Chevalier, de son épouse Catherine Budé (1429 - † 1452) et de quatre enfants (copie à la main).

Il se maria en 1444 environ avec Catherine Budé, dame de Grigny et du Plessis le Comte, Yerres, fille de Dreux Budé et de Jeanne Peschart,, prévôt des marchands de Paris et savant célèbre. De cette union, elle donna naissance à un fils et à trois filles :
1. Jacques Ier Chevalier dit l'aîné (17 ou 24 septembre 1447 - † 19 juin 1498[17]) : fils aîné et héritier, maître ordinaire de la Chambre des comptes de Paris ; il épousa le 20 janvier 1475 Jeanne Le Picart (1455-07/05/1519. Teste le 28/07/1492, lègue ses droits sur sa seigneurie de Bagneux au chapitre de Notre-Dame de Paris, seigneur d'Yerres pour (1/6), Éprunes et Vigneau, relevant de Jouy-le-Châtel, fiefs à Montreuil et Brie-Comte-Robert, conseiller du roi, contrôleur des Finances.
2. Jeanne Chevalier (vers 1449 - † 1486) : elle se maria avec Nicolas Laurent.
3. Marie Chevalier (vers 1451 - † 1521) : dame de Grigny en 1511 ; elle épousa d'abord Nicolas de Louvier, et en ses secondes noces, Jean Le Boulanger.
4. La dernière de trois filles n'est pas encore identifiée. Toutefois, il est certain qu'elle était l'un des enfants de ce couple, selon la dalle funéraire de Catherine Budé[a 2].

Selon l'armorial d'Hozier du XVIème, la descendance d’Étienne Chevalier avec Catherine Budé serait, entre autres enfants :
 Thomas Chevalier marié à Madeleine Luillier dont :
1. Jacques, seigneur d'Aunay, bailly de la ville d'Epernay
2. Jean dont les descendants directs sont les d'Almont référencés ci-dessous.

Son épouse Catherine Budé mourut le 24 août 1452 dans leur demeure à Paris. À la mémoire de sa femme, sérieux, homme de foi, il octroya à la collégiale Notre-Dame de Melun une statue de la Vierge en vermeil, des joyaux et des chapes de soie et des orgues. De plus, il y fonda une messe journalière. 
Vraisemblablement, la dernière fille mourut avant son baptême. De surcroît, il est possible que la naissance de celle-ci, peut-être en 1452, ait aussi provoqué la mort de Catherine Budé. À cette époque-là, l'homme se remaria fréquemment afin d'assurer les héritiers masculins, sans que la succession ne soit perturbée. Cependant aucun document ne dénonce qu'Étienne Chevalier, encore jeune, se remaria. Tout comme sa fidélité aux rois, sa foi profonde pourrait expliquer sa vie.
En 1474, il aussi fut inhumé dans collégiale, avec son épouse.

### Postérité d'Étienne Chevalier
La postérité de son fils unique Jacques Chevalier, premier du nom époux de Jeanne Le Picart comprenait à la 3e génération descendante deux filles, Jeanne épouse de Jean Tuleu et Marie femme de Nicolas Potier de Blanc-Mesnil et au moins trois sinon quatre garçons qui firent souche et formèrent des branches portant le nom de leur seigneurie respective :
1. d'Eprunes (Seine-et-Marne) pour Pierre Chevalier et Marie Guillart.
2. de Montreuil (Seine-Saint-Denis) pour Jacques (II) Chevalier et Catherine Turquan.
3. du Vignau (Seine-et-Marne) pour Nicolas et Marie Barthélémy.
4. de Bagneux (Hauts-de-Seine) pour Guillaume Chevalier (?-1574), encore que sa filiation soit encore à préciser. Seigneur de Béru, fiefs près de Saint-Florentin (Yonne), fief de franc-alleu à Bagneux, notaire en 1551, secrétaire du roi, greffier, maître en la chambre des Comptes de Paris (1554-1565) converti au protestantisme (renonce vers 1551 à tous ses droits sur Éprunes, et Vigneau en faveur de son aîné Pierre, vend sa charge de secrétaire du roi à Eustache Le Picart, seigneur de Signy, épouse vers 1560 Jeanne Escoréol (?-1602), sœur de Jean, maître des Requêtes de Renée de France, comtesse de Gisors et dame de Montargis, sœur de Claude, secrétaire de Marguerite de Valois, veuve de Mathieu Valentin, sans postérité.

En tout cas, il était seigneur du fief Chevalier à Bagneux et partie de Bourg-la-Reine dès 1551, que sa famille vendra partiellement  en 1574 à l'apothicaire Geoffroy Roussel. Ces héritiers étaient les suivants :
- Le président du Parlement Christophe de Thou (+1582) au nom de son épouse Jacqueline Tuleu (+1588).
- Charles Chevalier, intendant du Poitou (+ 1572), son frère Pierre (+1583) évêque de Senlis et leur sœur Madeleine (+ 1590) veuve de Gui Arbaleste (+1570) vicomte de Melun,  tous trois enfants de Pierre et Marie Guillart.
- Jean Chevalier (+1602) avocat et sa sœur Anne épouse de Jacques Brion seigneur d'Orcheux (Oise), tous deux enfants de Nicolas (+1565) et Marie Barthélemy.

L'origine de la famille est bretonne. Chevalier est la traduction de Mare'hec, chevalier croisé vers 1248 (cf l'Ouest aux croisades)
Les descendants indirects d'Etienne Chevalier, par son frère Pierre Chevalier, sont les Chevalier d'Almont, vicomtes d'Almont et de Saint-Just, baron de Douais, seigneurs de Varennes, etc. Champagne, Bourgogne, Beauce, Orléanais, Berry, Blaisois, Île de France (cf. l'armorial de d'Hozier, XVIe) et dont il reste à ce jour des représentants.

### Société et politique familiale lors des guerres de religion (1562-1594)
Ces générations de la famille Chevalier eurent à souffrir des  guerres de religion. En 1572, au moment de la tragique Saint-Barthélemy, Charles Chevalier l'aîné proche de l'amiral protestant de Coligny fut tué et sa nièce Charlotte Arbaleste se remarie en 1576 avec Philippe Duplessis Mornay, chef protestant. C'était à l'époque un modéré prônant la coexistence pacifique entre les deux confessions.  
Ainsi la famille Chevalier comptait en son sein, des catholiques et des protestants favorables à la coexistence religieuse, notamment des personnalités catholiques influentes comme le président Christophe de Thou et son frère Nicolas futur évêque de Chartres ainsi que Pierre Chevalier évêque de Senlis et du côté protestant feu l'intendant du Poitou Charles Chevalier et son beau-frère Gui Arbaleste, tous deux cités supra. Sans omettre Guillaume Chevalier protestant présumé dès 1551, et son beau-frère Jean Escoréol maître des requêtes de Renée de France, protectrice de la Réforme en France et en Italie, duchesse de Ferrare et de Chartres, comtesse de Gisors et dame de Montargis.   
Et ils cousinaient avec les catholiques tels l'avocat Jean Chevalier de la branche du Vignau, fidèle à la Ligue jusqu'à son terme et Jacques III Chevalier, de la branche de Montreuil, dont l'épouse était proche de la bienheureuse Barbe Avrillot dite Marie de l'Incarnation.  
À la fin des guerres de religion, les  deux premières branches de cette famille de robe anoblie, pour la plupart ayant appartenu à la puissante association des auditeurs et maîtres de la Chambre des Comptes de Paris, auraient été pratiquement éteintes, seule celle du Vigneau ayant perduré avec l'avocat Jean époux de Charlotte Teste,.

## Armoiries
Une licorne orne ses armes
« D'Azur à la tête de licorne d'argent, au chef d'or chargé de trois demi-vols de sable »